# Dom zawiadowcy fryszerek

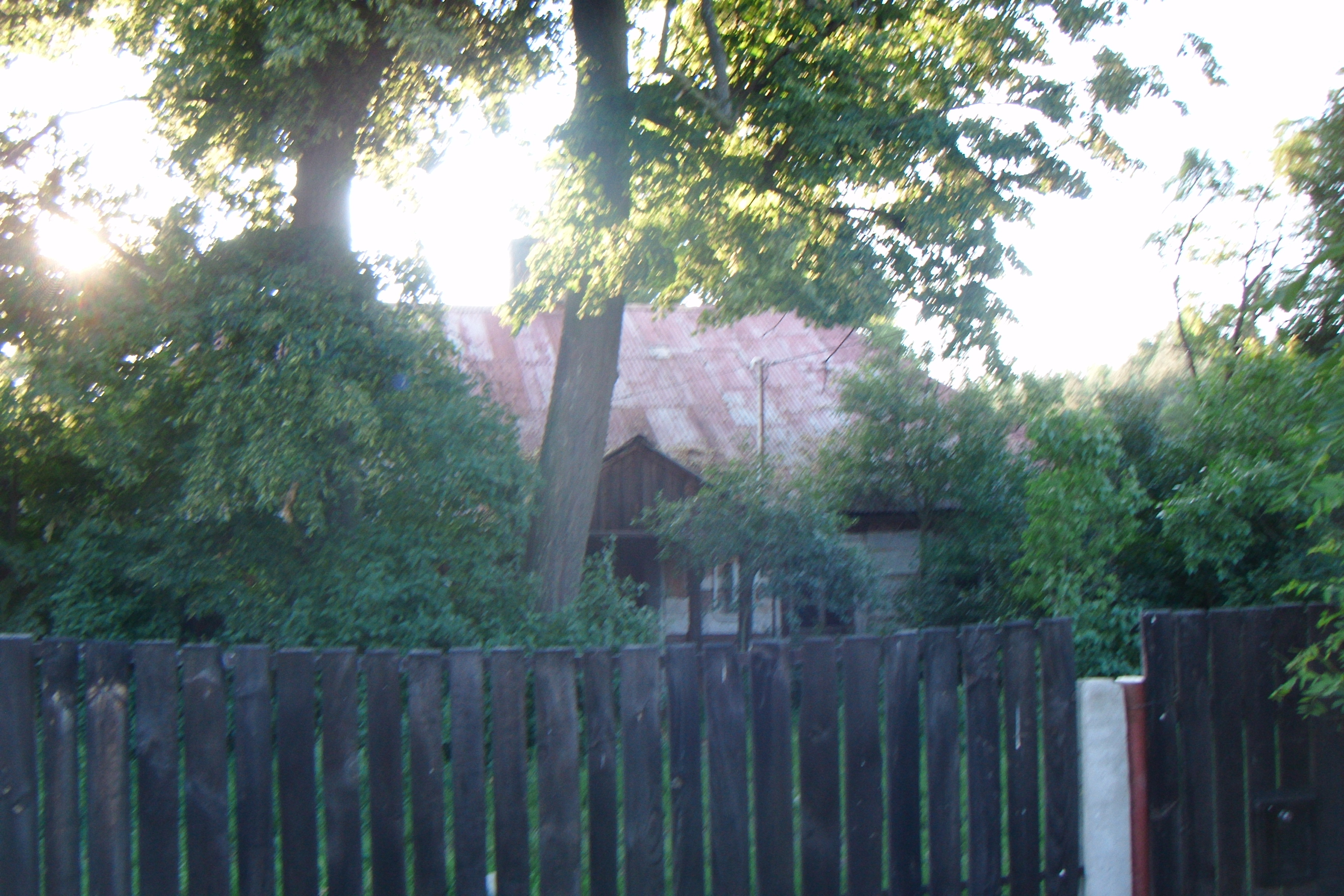
Dom zawiadowcy

Dom zawiadowcy fryszerek - budynek mieszkalny zawiadowcy fryszerek huty Józef w Samsonowie z lat 1818-1823. 
Zbudowany z modrzewiowych bali w stylu wiejskiej posiadłości. W połowie XIX wieku od frontu dobudowano zdobiony ganek drewniany. Parterowy dom o czterospadowym dachu pierwotnie kryty gontem, posiada cztery duże izby i hol. W XIX wieku należał do Piotra Ferta, potomka metalurgów, specjalistów od wytopu żelaza, sprowadzonych z Anglii do Samsonowa około XVII wieku.
W części budynku mieściła się pierwsza w Samsonowie szkoła elementarna, założona tutaj w 1856 roku. Dobrowolną umowę o wynajęcie lokalu na pomieszczenie szkoły zawarto w 1854 roku między ówczesnym zawiadowcą Zakładów Oddziału Samsonów Fabianem Lerczyńskim oraz wójtem gminy Samsonów z jednej strony a Piotrem Fertem. Pierwszym nauczycielem został Roman Lisowski. Budynek szczęśliwie ocalał z pożaru, który zniszczył samsonowski zakład w 1866 r. Później mieścił posterunek policji carskiej, a następnie polskiej. W 1922 roku został odkupiony od Ministerstwa Przemysłu i Handlu za pośrednictwem inż. Józefa Bukowskiego przez Józefa Kozłowskiego. W cztery lata po tym powrócił na blisko pół wieku do swoich poprzednich właścicieli Fertów i Czmuchowskich. W ich posiadaniu znajdował się do 1976 roku. Mimo że od tamtej pory jest nie zamieszkały i popada w ruinę, jest obecnie jedynym budynkiem ocalałym w całości z dawnego zakładu wielkopiecowego.
Budynek został wpisany do rejestru zabytków nieruchomych (nr rej.: A.472 z 4.05.1987).